# Bùi Yến Ly
Bùi Yến Ly (sinh năm 1995) là một nữ vận động viên Muay Thái Việt Nam. Cô giành huy chương Vàng Muay Thái tại Đại hội Thể thao Thế giới 2017 sau khi chiến thắng đối thủ đến từ Thái Lan ở hạng cân 51 kg.

## Tiểu sử
Bùi Yến Ly sinh năm 1995, quê ở xã Tân Thịnh, huyện Lạng Giang, tỉnh Bắc Giang. Cô thi đấu dưới màu áo của Thể thao Hà Nội.
Khi mới 17 tuổi, cô lần đầu tiên vô địch Muay Thái quốc gia. Bùi Yến Ly luôn giữ thành tích bất bại trên tất cả các trận đấu trong nước ở cả hai bộ môn Muay Thái và Kickboxing. Tại các giải đấu toàn quốc, 8 năm liền Yến Ly thống trị Muay Thái và Kickboxing. Hiện Yến Ly đang là võ sĩ có thành tích Muay Thái khủng nhất Việt Nam. Ở giải Vô địch và Cúp của quốc gia, nữ võ sĩ giành được 7 HCV Muay Thái và Kickboxing, 2 HCV Đại hội TDTT toàn quốc vào năm 2014 và 2018, 2019, 2020.
Tại đấu trường quốc tế, Bùi Yến Ly đã mang về cho thể thao Việt Nam nước nhà: 1 HCV The World Games Muay Thái, 4 HCV Thế giới Muay Thái, 1 HCV SEA Games Muay Thái, 1 HCV Indoor Games Muay Thái, 2 HCV Asian Beach Games Muay Thái, 1 HCV châu Á Kickboxing, 2 HCB vô địch thế giới, 1 HCB Indoor Games.
HCV môn Muay Thái tại Sea Games 2019 (ở Philippin).
Tại Giải Vô địch Muay Thái Thế giới (IFMA), Võ sĩ Bùi Yến Ly đã vinh dự được Vinh danh là Nữ vận động viên xuất sắc nhất năm 2019 .
Vào ngày 11 thắng 5 năm 2023 vừa qua, Võ sĩ Bùi Yến Ly đã dành được HCV bộ môn võ Kun Khmer tại SEA Games 32 được diễn ra tại Campuchia.